# Albanien i olympiska spelen
Albanien har deltagit i 8 olympiska spel (6 sommar, 2 vinter) sedan 1972.
Albanien deltog för första gången i Olympiska sommarspelen år 1972. De missade de fyra nästkommande spelen, två gånger på grund av bojkotten år 1980 samt 1984, men gjorde återkomst vid 1992 års spel i Barcelona. De har sedan dess framträtt i alla spelen. De gjorde sin debut i Olympiska vinterspelen år 2006. Albanien deltar vanligtvis i grenar som simning, friidrott, tyngdlyftning, skjutning och wrestling. De har aldrig tagit någon medalj.

## Medaljer
| Guld | Silver | Brons | Totalt antal medaljer |
| ---- | ------ | ----- | --------------------- |
| 0    | 0      | 0     | 0                     |